# Серова, Ольга Васильевна
Ольга Васильевна Серова (1914―1996) ― советская писательница и журналист, Заслуженный работник культуры Бурятии, Лауреат Государственной премии Бурятии. Дочь революционера Василия Михайловича Серова (1878―1918).

## Биография
Родилась 18 июля 1914 года в Мысовске (ныне город Бабушкин Кабанского района Бурятии) в семье революционера Василия Матвеевича Серова и учительницы Надежды Васильевны Серовой.
После учёбы в школе поступила в Московский институт рыбной промышленности, который окончила в 1936 году. Работала на Байкальской лимнологической станции Академии наук СССР в Листвянке (Иркутская область) под руководством известного учёного Глеба Верещагина.
Первые публикации появились в журнале для школьников «Костёр» в 1938 году. В годы Великой Отечественной войны, переехав в Нижнеангарск (Бурятия), Серова работала в районной газете «Красный байкалец», а затем в Улан-Удэ — «Бурят-Монгольской правде». В те годы и начала всерьёз заниматься литературным творчеством.
В 1945 году по рекомендации писателя Михаила Пришвина её миниатюра «Возрождение» была опубликована в журнале «Смена».
Ольга Серова стала основоположником нового жанра в бурятской литературе — лирической миниатюры и пейзажной лирики. Написанная её проза полна поэзии, будь то рассказ, документальный очерк или публицистическая статья. Её лирические миниатюры и очерки печатались в республиканских изданиях «Правда Бурятии», «Бурятия», в журналах «Свет над Байкалом», «Байкал». Помимо миниатюр, очерков, повестей, Серова является автором научно-популярных книг, изданных в Улан-Удэ и Москве.
В Бурятском книжном издательстве вышли сборники лирических миниатюр и очерков «Школа радости» (1960), «Щедрость» (1962), «Вестники вешнего» (1964), «Лети же, птица!» (1970), «Светлое око Сибири» (1972), «Не гаси улыбку» (1985).
В 1961 году публикует книгу «Жемчужина Восточной Сибири» (в соавторстве с С. Саркисян, Э. Пильман), «Лесные тайны» (1969, переиздано в 1989 году). Написала книгу о своём отце «В. М. Серов» в 1978 году, написанный в соавторстве с П. Астраханцевым, а также книги «И. В. Бабушкин» (1980), «Воспоминания о М. М. Пришвине» (1983).
В московском издательстве «Современник» в 1985 году был переиздан сборник рассказов о первых исследователях Байкала «Школа радости».
Ольга Серова своим творчеством внесла весомый вклад в развитие бурятской литературы в области жанра экологической проблематики и нравственного воспитания человека.
Умерла 8 сентября 1996 года в Улан-Удэ.

## Награды и премии
- Заслуженный работник культуры Бурятии
- Лауреат Государственной премии Бурятии